# ポアソン＝ボルツマン方程式
物理化学において、ポアソン＝ボルツマン方程式（ポアソン＝ボルツマンほうていしき、英: Poisson–Boltzmann equation）、電解質溶液における静電ポテンシャルに関する微分方程式。平衡状態のイオンの濃度分布として、ボルツマン分布を仮定し、電磁気学におけるポアソン方程式と連立することで導出される。歴史的にはジョルジュ・グイやデビッド・チャップマンによる電気二重層の研究の中で最初に導出された。後にピーター・デバイとエーリヒ・ヒュッケルは、この手法を一般化することで、今日、デバイ・ヒュッケル理論として知られる電解質溶液の理論を導いた。

## 概要
いくつかのイオン性物質が溶媒に溶解した電解溶液を考え、その静電ポテンシャルをψ(r)とする。
ここで、i番目のイオンの平衡状態での濃度分布がボルツマン分布
{\displaystyle n_{i}(\mathbf {r} )=n_{i}^{o}\exp {\left(-{\frac {z_{i}e\psi (\mathbf {r} )}{kT}}\right)}}
に従うものと仮定する。但し、ziはイオンの価数、e は電荷素量であり、k はボルツマン定数、Tは絶対温度を表すものとする。このとき、静電ポテンシャルψ(r)はポアソン方程式を満たす。
{\displaystyle {\begin{aligned}\nabla \cdot (\varepsilon (\mathbf {r} )\nabla \psi (\mathbf {r} ))&=-4\pi \rho (\mathbf {r} )\\&=-4\pi (\rho ^{f}(\mathbf {r} )+\rho ^{\operatorname {ion} }(\mathbf {r} ))\end{aligned}}}
但し、ε(r)は空間分布を考慮した誘電率であり、ρf(r)は与えられた溶媒の固定電荷（fixed charge）分布、ρion(r)は全イオンのなす電荷分布である。特に、誘電率が空間的に均一である場合、ε(r)は定数値εで置き換えられ、左辺の項はε∇2ψ(r)で与えられる。全イオンの電荷分布ρion(r)が
{\displaystyle \rho ^{\operatorname {ion} }(\mathbf {r} )=\sum _{i}z_{i}e\,n_{i}(\mathbf {r} )}
で与えられることに注意すれば、上述のポアソン方程式は次の形にまとめられる。
{\displaystyle \nabla \cdot (\varepsilon (\mathbf {r} )\nabla \psi (\mathbf {r} ))=-4\pi \rho ^{f}(\mathbf {r} )-4\pi \sum _{i}n_{i}^{o}z_{i}e\,\exp {\left(-{\frac {z_{i}e\psi (\mathbf {r} )}{kT}}\right)}}
この非線形微分方程式をポアソン=ボルツマン方程式と呼ぶ。
特に、静電ポテンシャルが十分小さく、|zie ψ(r)|<<kTを満たす場合には、指数関数を一次近似することにより、線形化したポアソン=ボルツマン方程式
{\displaystyle \nabla \cdot (\varepsilon (\mathbf {r} )\nabla \psi (\mathbf {r} ))=-4\pi \rho ^{f}(\mathbf {r} )-{\frac {4\pi }{kT}}\sum _{i}n_{i}^{o}z_{i}^{\,2}e^{2}\psi (\mathbf {r} )}
が得られる。ここで、誘電率が空間的に均一である場合に右辺の末項に現れる係数によって、
{\displaystyle {\frac {1}{l_{D}^{\,2}}}:={\frac {4\pi }{\varepsilon kT}}\sum _{i}n_{i}^{o}z_{i}^{\,2}e^{2}}
で定義される特性値lDはデバイの遮蔽距離と呼ばれ、系を特徴づける重要なパラメータとなる。